# Bussac
Bussac (en francès Bussac) és un municipi francès situat al departament de la Dordonya i a la regió de la Nova Aquitània.

## Demografia
| 1962                                       | 1968 | 1975 | 1982 | 1990 | 1999 | 2007 |
| ------------------------------------------ | ---- | ---- | ---- | ---- | ---- | ---- |
| 282                                        | 210  | 197  | 200  | 267  | 321  | 358  |
| Des de 1962: població sense dobles comptes |      |      |      |      |      |      |

## Administració
| Període   | Identitat       | Partit |
| --------- | --------------- | ------ |
| 1945-1953 | Louis Estiveaux |        |
| 1953-1971 | Élie Mazeau     |        |
| 1971-1989 | René Martin     |        |
| 1989-     | Guy Brethonnet  |        |